# TVR Chimaera
La TVR Chimaera est une voiture sport décapotable deux places fabriquée par TVR entre 1992 et 2003. Son nom provient de la Chimère, créature monstrueuse de la mythologie grecque composée de différentes parties d'animaux. 
La voiture utilisait le même châssis que la Griffith et les mêmes moteurs dérivés du V8 Rover tout aluminium. 
La Chimaera était destinée à être la voiture de tourisme longue distance de la gamme. Elle était ainsi plus longue, plus spacieuse et avait une suspension légèrement plus confortable que la Griffith. 

## Caractéristiques

### Moteur
- V8 en aluminium à 90 degrés

Tous les moteurs étaient basés sur le V8 Rover de 3,5 litres avec une cylindrée augmentée. 
| Modèle | Cylindrée (cm3)               | Puissance         | Couple                | vitesse maximale    | 0-60 mi/h (97 km/h) (s) | 0-100 mi/h (161 km/h) (s) |
| ------ | ----------------------------- | ----------------- | --------------------- | ------------------- | ----------------------- | ------------------------- |
| 4.0    | 3950                          | 243 ch (178,7 kW) | 366 N m à 4000 tr/min | 152 mi/h (245 km/h) | 5.1                     | 12,5                      |
| 4.0 HC | 3950 moteur haute compression | 279 ch (205 kW)   | 414 N m à 4000 tr/min | 158 mi/h (254 km/h) | 4.7                     | 12,1                      |
| 4.3    | 4280                          | 284 ch (209 kW)   | 414 N m à 4000 tr/min | 158 mi/h (254 km/h) | 4.6                     | 11,3                      |
| 4.5    | 4546                          | 289 ch (213 kW)   | 420 N m à 4000 tr/min | 160 mi/h (257 km/h) | 4.7                     | 11,2                      |
| 5.0    | 4988                          | 345 ch (254 kW)   | 434 N m à 4000 tr/min | 175 mi/h (282 km/h) | 4.1                     | 10.2                      |

### Suspensions
Doubles triangles indépendants de longueur inégale et amortisseurs à gaz hélicoïdaux assistés par des barres anti-roulis. La garde au sol était d'environ 5 pouces (127 millimètres). 

### Freins
Le freinage faisait appel à des disques sur les quatre roues : disques pleins de 239 mm à l'avant litres (ventilés de 260 mm sur le modèle 5.0 litres), disques pleins de 253 mm à l'arrière (273 mm sur le modèle 5.0 litres). L'ensemble était servo-assistés avec circuits doubles séparés avant/arrière. Le frein à main était à câble agissant sur les roues arrière. 

### Direction
- La direction assistée était en option et fonctionnait via une crémaillère et un pignon sur une colonne de direction réglable.
- Il y avait 2,2 tours de volant pour la direction assistée ou 2,5 pour les non assistés.
- Le volant recouvert de cuir avait un diamètre de 350 mm mais d'autres modèles pouvaient être commandés par le client. Le volant standard était réalisé par Personal, conformément à la majorité des modèles TVR.

### Options du fabricant
- Direction assistée
- Climatisation
- Haut-parleurs arrière
- Chargeur 6 CD
- Intérieur Plein cuir
- Sièges chauffants
- Volant en bois et chrome
- Tapis de sol en laine
- Badges de couleur or
- Roues Griffith 500 à sept bâtons pour les versions avec les plus petits moteurs (de série sur 5.0)
- Le V8 4988 cm3 (5.0) était initialement une option d'usine pour les modèles 4.3 et 4.5 litres

## Galerie d'images

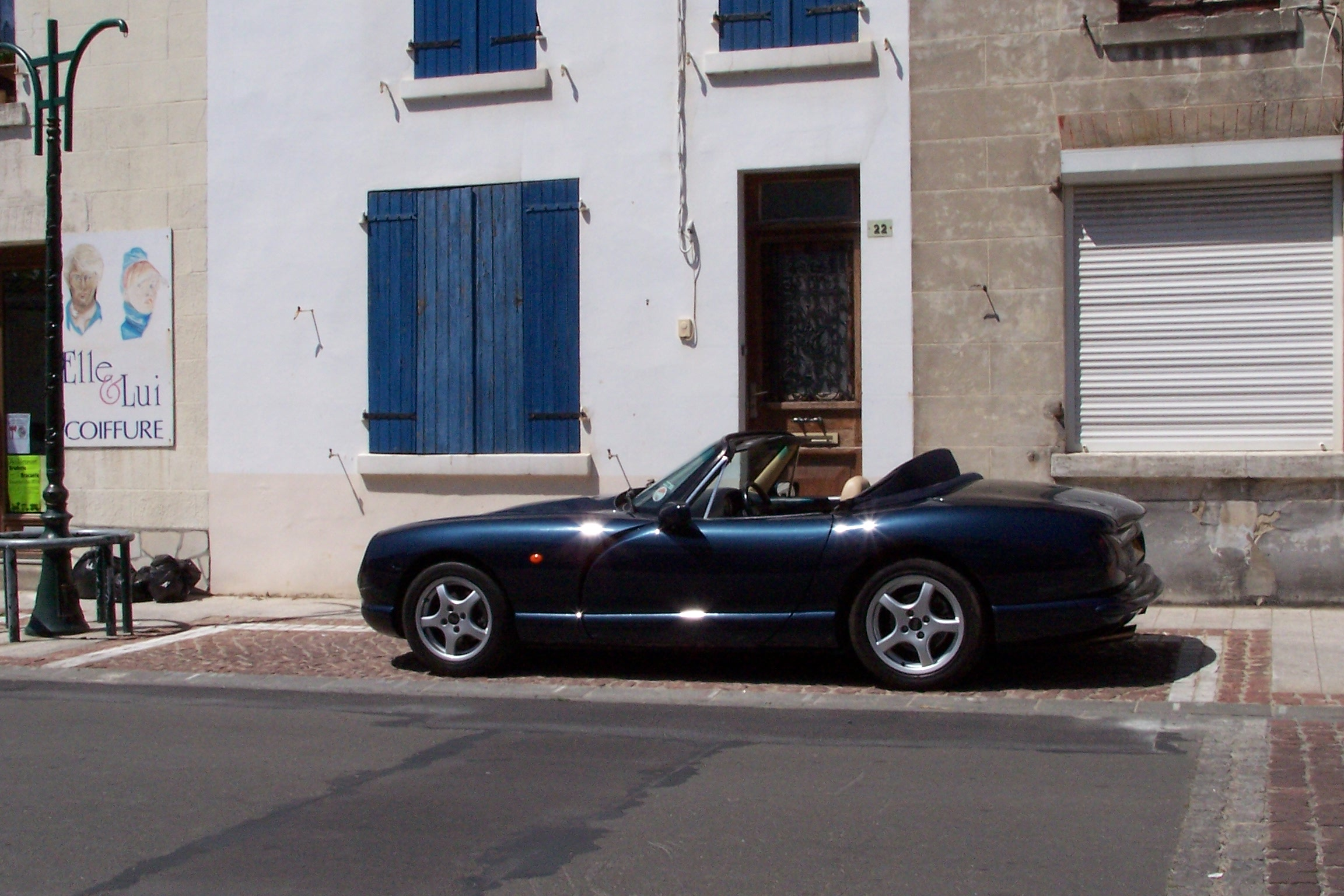
Chimaera 500 1998
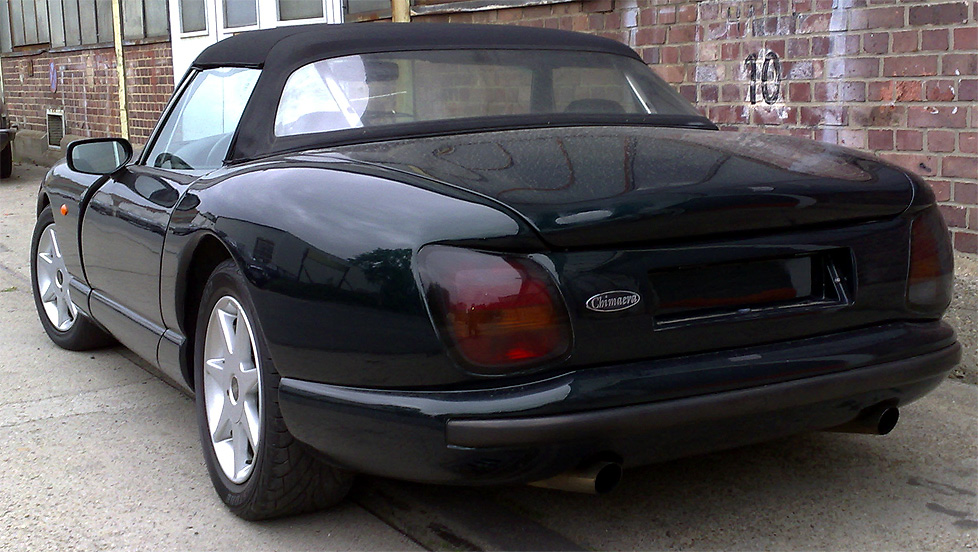
Vue Arrière
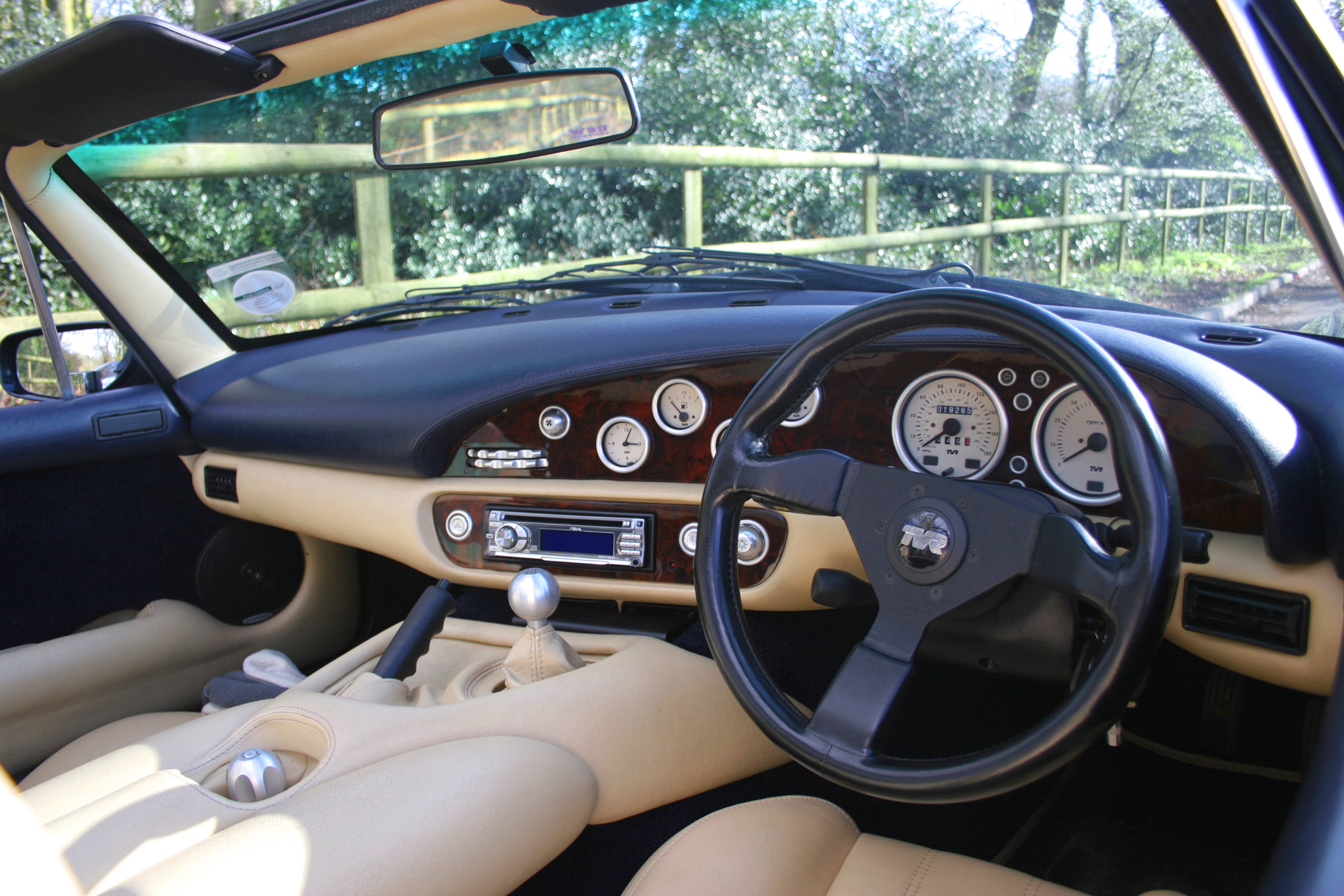
Vue intérieure